# Hugo Cortéz
Hugo Enrique Cortéz González (Los Andes, Chile, 3 de junio de 1968) es un exfutbolista chileno que jugó como defensa.

## Trayectoria
Oriundo de Los Andes, comenzó su carrera profesional en el club de su ciudad Cobreandino en la Segunda División.Para 1990, firma por Fernández Vial de la Primera División, siendo considerado como uno de los grandes jugadores del equipo aurinegro en su última estadía en la máxima división del fútbol chileno.Después de alternar en la histórica campaña de 1991 en que remataron en el 5to lugar, pese a la ida de varios de sus compañeros para 1992 vio disminuido sus minutos en la campaña que coronó el descenso a la Segunda División.
Luego del primera semestre de 1993 en el conjunto aurinegro, para el segundo semestre firma con Deportes Iquique de la Primera División, donde nuevamente desciende.Entre 1994 y 1995 tuvo su segunda etapa en el Vial, donde el último año fue compañero de Mario Kempes.En 1996 firma con Deportes Temuco, defendiendo la camiseta albiverde hasta fines de la temporada 1997.
Para 1998, firma con Unión San Felipe de la Primera B, donde se retira a fines de temporada. 

## Selección nacional
Ha sido internacional con la Selección de fútbol sub-20 de Chile disputando el Mundial de Fútbol Juvenil de 1987, siendo capitán del conjunto que quedó finalmente con el cuarto lugar.

### Participación en Mundiales
| Mundial                        | Sede  | Resultado    |
| ------------------------------ | ----- | ------------ |
| Mundial Juvenil Sub-20 de 1987 | Chile | Cuarto lugar |

### Participaciones en sudamericanos
| Torneo                      | Sede      | Resultado     |
| --------------------------- | --------- | ------------- |
| Sudamericano Sub-20 de 1987 | Argentina | Primera Ronda |

## Clubes
| Club             | País  | Año       |
| ---------------- | ----- | --------- |
| Cobreandino      | Chile | 1986-1989 |
| Fernández Vial   | Chile | 1990-1993 |
| Deportes Iquique | Chile | 1993      |
| Fernández Vial   | Chile | 1994-1995 |
| Deportes Temuco  | Chile | 1996-1997 |
| Unión San Felipe | Chile | 1998      |